# Portis
Portis – miasto w Stanach Zjednoczonych, w stanie Kansas, w hrabstwie Osborne.